# سوتلوجه (یوسف‌علی)
سوتلوجه (به ترکی استانبولی: Sütlüce) یک منطقهٔ مسکونی در ترکیه است که در یوسف‌علی واقع شده‌است. سوتلوجه ۸۹ نفر جمعیت دارد.